# Ото IV (Свещена Римска империя)
Вижте пояснителната страница за други личности с името Ото.
Ото IV от Брауншвайг (на немски: Otto IV. von Braunschweig; * 1175/1176, Брауншвайг; † 19 май 1218, Харцбург), от рода на Велфите, е от 1198 (или от 1208 до 1211) до 1218 г. римско-немски крал и от 1209 до 1218 г. римско-немски император на Свещената римска империя.

## Произход и ранни години
Той е третият син на Хайнрих Лъв (Heinrich der Löwe) и Матилда Плантагенет. Майка му е дъщеря на английския крал Хенри II и Елеонор Аквитанска и сестра на последвалите го на трона Ричард I и Джон Безземни.
Ото е отгледан от своя чичо Ричард Лъвското сърце в английския кралски двор, където живее от 8-годишна възраст. За участието си във войната против Филип II Август през 1196 година той получава в ленно владение Графство Поату и Херцогство Аквитания. Той е добър воин, смел и храбър, но избухлив и груб; образованието му е по-скоро френско.

## Двоен избор
След смъртта на Хайнрих VI през 1198 г. неговият законен наследник Фридрих е само на четири години. Макар че още през 1196 г. малкият Фридрих е избран за крал от германските принцове, въпросът за короната е отворен. Поддръжниците на династия Хоенщауфен убеждават вуйчо му Филип Швабски да приеме германската корона. На 6 март 1198 година в Ихтерсхаузен, а на 8 март на събранието на електорите в Мюлхаузен Филип е избран за римско-немски крал. На 6 септември е коронован в Майнц.
Противниците на Хоенщауфен, начело с архиепископа на Кьолн Адолф I фон Алтена, обвиняват Филип, че е нарушил клетвата към своя племенник Фридрих и издигат Ото като алтернативен кандидат. Двете партии са подкрепяни от чужбина: велфите от Англия, а Хоенщауфен от Франция. По този начин конфликтът между Капетинги и Плантагенети засяга и Германия.

## Отношения с папата
Папата отначало подкрепя Ото и го коронясва през 1208 г. Той обаче не изпълнява дадените на папата обещания и заявява претенция за върховни права над Италия, като в края на 1210 нахлува в континентална Италия и папа Инокентий III на 18 ноември 1210 година го отлъчва от църквата. Ото дори застрашава Сицилия през 1211 г., но след като през септември 1211 голям брой германски князе се отказват от него, е принуден да се оттегли. Папата сменя позицията си и обявява подкрепата си за Филип Швабски. През 1208 г. обаче Филип е убит и Ото отново получава кралските права. Той се жени за дъщерята на Филип Бетрикс Швабска и така си осигурява подкрепа и от противниковия лагер. В желанието си да получи папската подкрепа той прави редица отстъпки: потвърждава правото на папата да контролира Силиция, Тоскана и други земи в Северна Италия и разрешава на германското духовенство да се обръща към папата за висше правосъдие. През 1209 г. тръгва на коронационен поход. Приема короната от ръцете на папата и веднага се отмята от дадените обещания. Обявява земите в Италия за имперски и тръгва да отвоюва Сицилия. Папа Инокентий веднага го отлъчва от църквата и през 1212 година папата признава за законен германски крал Фридрих II Хоенщауфен, без да се консултира с курфюрстите:с. 169.
По-късно, цяла Южна Германия отпада от Ото. Разбит от френския крал Филип II Август в битката при Бувин (27 юли 1214 година), Ото е принуден да отстъпи пред противника. Той се прибира в своите наследствени земи Брауншвайг, откъдето се сражава още и с датския крал Валдемар II Датски и архиепископа на Магдебург.

## Бракове
Двата му брака от 1209 или 1212 г. с Бетрикс Швабска (1198 – 1212), дъщеря на Филип Швабски и Ирина Ангелина, и от 19 май 1214 г. в Аахен с Мария Брабантска (1190 – 1260), дъщеря на Хайнрих I от Брабант и Матилда Булонска, са бездетни.